# Antônio Augusto Ferreira de Moura
Antônio Augusto Ferreira de Moura (Curitiba, 1846 - Curitiba, 3 de fevereiro de 1901) foi um negociante e político brasileiro filiado ao Partido Liberal.
Filho do português, vereador de Curitiba, deputado provincial, bacharel Augusto Lobo de Moura. Foi casado com Porcina Borges. Porcina faleceu em 17 de novembro de 1884, teria então casado em segundas núpcias com Brasilia Gonçalves.
Foi capitão, juiz de paz em Curitiba em 1868, deputado provincial em 1882 e vereador em Curitiba.